# Хыбе (гмина)
Хыбе (пол. Chybie) — сельская гмина (волость) в Польше, входит как административная единица в Цешинский повет, Силезское воеводство. Население — 9001 человек (на 2004 год).

## Демография
| Перепись                       | Всего   | Всего | Женщины | Женщины | Мужчины | Мужчины |
| ------------------------------ | ------- | ----- | ------- | ------- | ------- | ------- |
| Единицы                        | человек | %     | человек | %       | человек | %       |
| Население                      | 9001    | 100   | 4589    | 51      | 4412    | 49      |
| Плотность населения (чел./км²) | 283,1   | 283,1 | 144,3   | 144,3   | 138,7   | 138,7   |

## Соседние гмины
1. Гмина Чеховице-Дзедзице
2. Гмина Гочалковице-Здруй
3. Гмина Ясеница
4. Гмина Скочув
5. Гмина Струмень